# شعب عرمة (القفر)

تعديل مصدري - تعديل

شعب عرمة محلة تابعة لقرية الحشاشي، التابعة لعزلة بني جماعة بمديرية القفر إحدى مديريات محافظة إب في الجمهورية اليمنية، بلغ تعداد سكانها 45 حسب تعداد اليمن لعام 2004.